# 정염 (1968년 영화)
정염은 1968년 공개된 대한민국의 영화이다.

## 배역
- 신성일
- 문희
- 남정임
- 전계현
- 박암
- 강민호